# Station Dąbrowa Niemodlińska
Station Dąbrowa Niemodlińska is een spoorwegstation in de Poolse plaats Dąbrowa Niemodlińska.